# راندي إيدويني بونيوسو
راندي إيدويني بونيوسو (20 أبريل 1990 بكوماسي في غانا - ) هو لاعب كرة قدم كندي في مركز الهجوم. شارك مع منتخب كندا تحت 17 سنة لكرة القدم ومنتخب كندا تحت 20 سنة لكرة القدم ومنتخب كندا لكرة القدم. أما مع النوادي، فقد لعب مع آينتراخت براونشفايغ وشتوتغارت كيكرز وفانكوفر وايتكابس ونادي آلن وEintracht Braunschweig II ‏ وVancouver Whitecaps FC Residency ‏ وفانكوفر وايتكابس (نادي كرة قدم) وAC Oulu ‏.

## وصلات خارجية
- راندي إيدويني بونيوسو على موقع قاعدة بيانات كرة القدم.إي يو (الإنجليزية)
- راندي إيدويني بونيوسو على موقع بيانات كرة القدم. دي إي (الألمانية)
- راندي إيدويني بونيوسو على موقع ناشيونال فوتبول تيمز (الإنجليزية)
- راندي إيدويني بونيوسو على موقع Soccerway.com (الإنجليزية)
- راندي إيدويني بونيوسو على موقع عالم كرة القدم.نت (الإنجليزية)